# Emperor Range
Die Emperor Range (ehemaliger Name: Kaisergebirge) ist eine jungeruptive Bergkette im nördlichen zentralen Teil der Insel Bougainville von Papua-Neuguinea. Die Bergkette liegt in der autonomen Region Bougainville und erhielt ihren Namen in der deutschen Kolonialzeit, die die Insel im 19. und Anfang des 20. Jahrhunderts zunächst prägte.
Die Emperor Range erstreckt sich über eine Länge von etwa 100 km in Nordwest-Südost-Richtung im nördlichen zentralen Teil Bougainvilles von der Pazifikküste im Norden zum Flachland des Distrikts Buin im Zentrum der Insel. Der Schichtvulkan Mount Balbi liegt im Nordwesten der Bergkette und bildet mit 2715 Metern Höhe den höchsten Punkt der Insel. Richtung Südosten schließen sich die weiteren Vulkane Billy Mitchell mit dem gleichnamigen Kratersee (1544 m), der Bagana (1750 m) sowie die kleineren Berge Saddle Mountain (968 m) und Mount Guinot (1044 m) an.